# Lin Liang
Lin Liang, surnom: Yishan, originaire de la province du Guangdong, XVe et XVIe siècles. Actif à la fin du XVe siècle et au début du XVIe siècle. Peintre. Chinois.

Peintre à la cour impériale pendant l'ère Hongzhi (1488-1505), il peint des fleurs et des oiseaux ainsi que des arbres à l'encre monochrome. Très connu de son vivant, sa renommée va en déclinant.

## Biographie
Lin Liang et Lü Ji, deux éminents peintres d'oiseaux-et-fleurs au palais des Ming, sont toujours qualifiés ensemble d'«incomparables». Lin Liang, originaire de Nanhai dans la province du  Guangdong. Sa famille étant pauvre, il gagne sa vie comme messager dès sa prime jeunesse. Peu à peu il acquiert quelque célébrité avec ses peintures. Durant la période Tianshun (1457-1464), il est recruté au palais impérial, d'abord comme fonctionnaire au ministère de la construction, et vit au palais de la Bienveillance et de la Sagesse. Il est promu et devient finalement commandant dans la Garde impériale.
Les peintures d'oiseaux-et-fleurs de cour
Bien que le paysage reste le genre dominant, la peinture d'oiseaux-et-fleurs, appréciée pour son aspects décoratif et symbolique, connait une période de succès, inaugurée par Bian Jingzhao (en activité v. 1426-1435), peintre de cour sous l'empereur Chengzu, illustre peintre dans ce domaine. Il a hérité des thèmes et des techniques de la tradition de Huang Quan (période des cinq dynasties), et ses œuvres sont caractérisées par le réalisme, les contours précis et les couleurs vives. Trois amis et cent oiseaux (Musée national du palais impérial de Taipei), peint en 1413, représente le pin, le bambou et le prunier en fleur, les Trois Amis de la Saison froide.
La centaine d'oiseaux qui gazouillent de concert symbolise, sous d'heureux hospices, la paix dans le monde. selon le dix-huitième chapitre du Xuanhe huapu (catalogue de peintures de la période Xuanhe), Yi Yuanji, peintre de la cour sous les Song, a réalisé quatre peintures intitulées Cent oiseaux. «Les poètes jouissent de six talents et possèdent une riche connaissance des oiseaux, des animaux, des plantes et des bois. La nature consigne le moment de leur floraison, de leur flétrissement, de leurs chants et de leurs silences. le merveilleux dans la peinture, c'est qu'un artiste peut exprimer la beauté de la nature avec son pinceau. Ils créent, avec les poètes, de superbes scènes».
Les peintures d'oiseaux-et-fleurs de Lin Liang diffèrent totalement de celles des autres peintres de cour. N'utilisant généralement que de l'encre et de l'eau, il manie sont pinceau comme une calligraphie à main levée, ce qui donne une impression d'abandon. Son sujet favori, un aigle puissant ou un faucon, apparaît dans Aigle et oie sauvage.
Oiseaux dans les buissons, peint sur papier à l'encre monochrome avec des ajouts de lavis de couleur claire, montre un rassemblement d'oiseaux près d'un étang entouré d'herbes et de buissons. Certains volent, d'autres sautillent alentour ou se pourchassent; l'ondoiement des branches et des feuilles semble en harmonie avec les oiseaux et suggère une nature propice et amicale. La combinaison de simples coups de pinceau avec une sorte de spontanéité insouciante est une réussite. Ce style représente l'idéal poursuivi par les peintres lettrés.
Pour les chinois, l'une des voies du retour à la nature passe par la recherche d'effets artistiques atteints au hasard d'une création libre, et par l'accomplissement esthétique qui en résulte. Cette philosophie explique le développement du travail au pinceau à main levée à l'encre monochrome, si spécifiquement chinois, développement auquel Lin Liang a contribué. Souvent les critiques ne lui rendent pas justice, d'une part parce que son travail au pinceau est excessivement expressif et manque de subtilité, d'autre part à cause des préjugés à l'encontre des peintres professionnels de la cour.
Lü Ji (en activité vers 1500), en s'inspirant de la technique à main levée, aurait contrefait et vendues nombre d'œuvres  de Li Liang, Aigrette, aigle et fleurs de lotus fanées.

## Musées
- Honolulu: (Acad. of Art):
  - Deux cormorans, signé.
- Londres (Brittish Mus.):
  - Oie sauvage près d'un ruisseau de montagne.
- New York: (Metropolitan Museum of Art):
  - Oiseau Fenghuang et bambou, signé.
  - Canards sauvages, signé.
- Princeton (University Art Mus.):
  - Aigrette blanche sous une branche de saule, signé.
- Stockholm (Nat. Mus.):
  - Trois aigles sur un pin près d'un rocher, signé.
- Taipei (Nat. Palace Mus.):
  - Deux faucons, encre sur soie, rouleau en hauteur, signé.

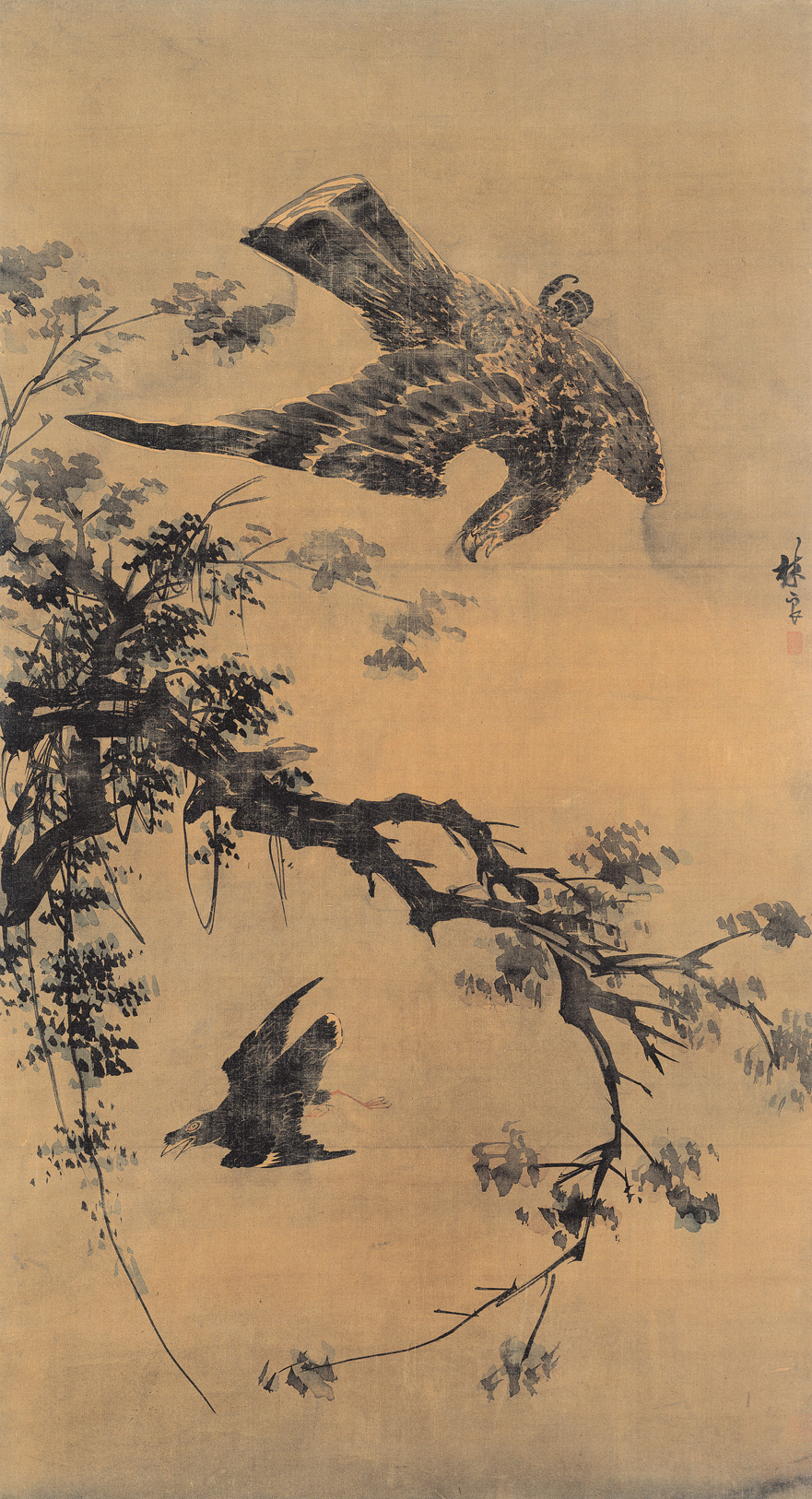
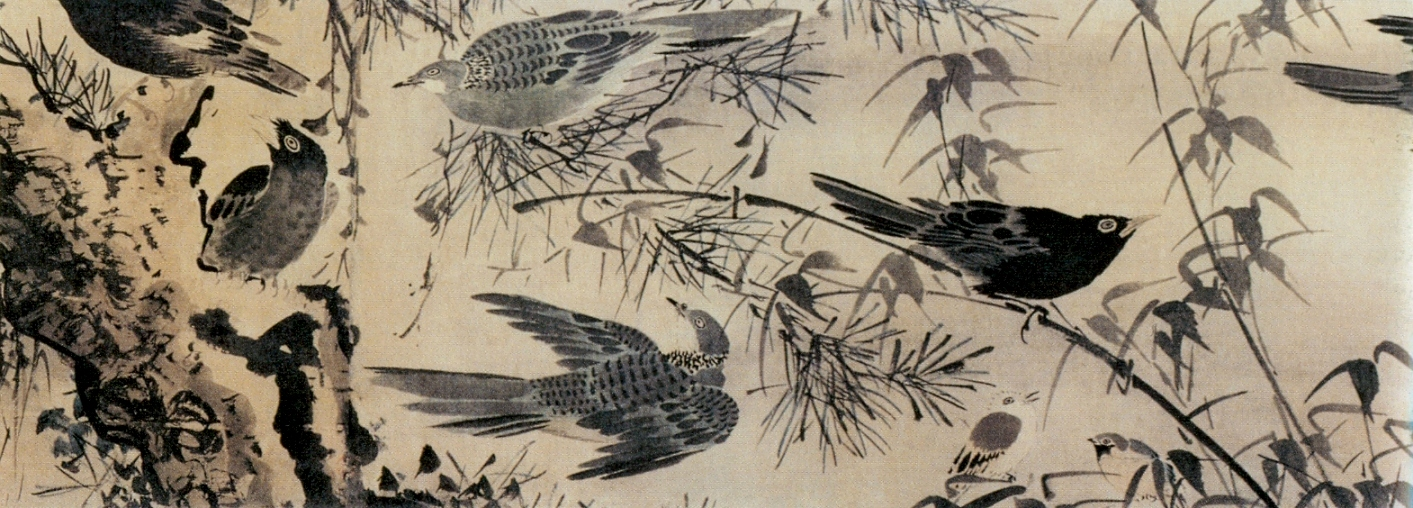
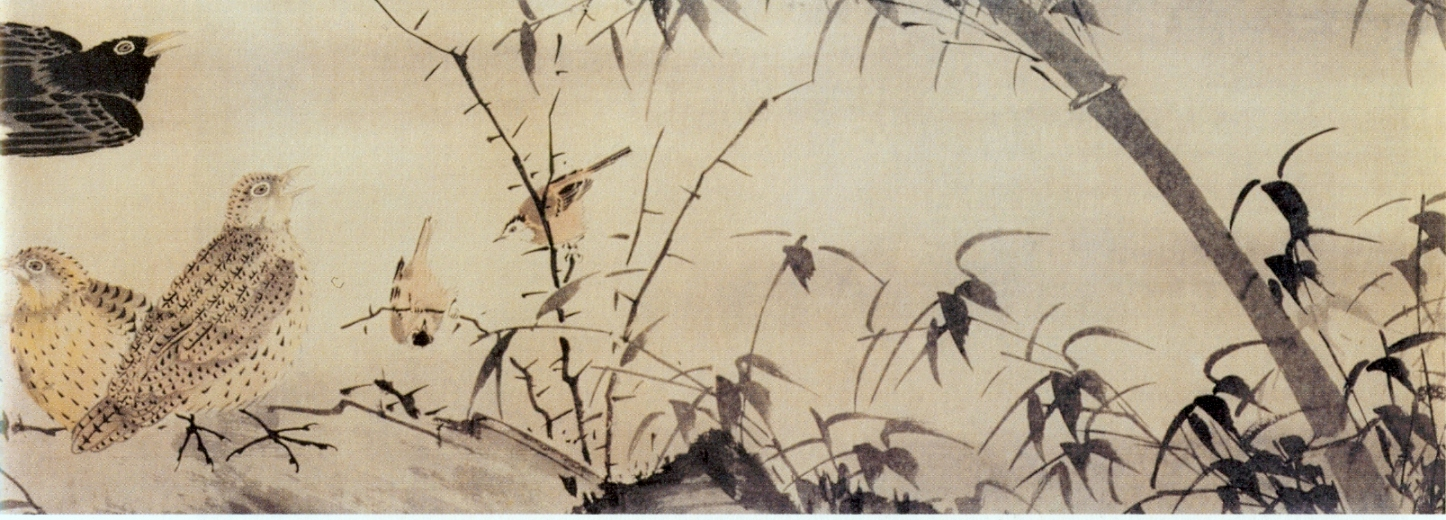
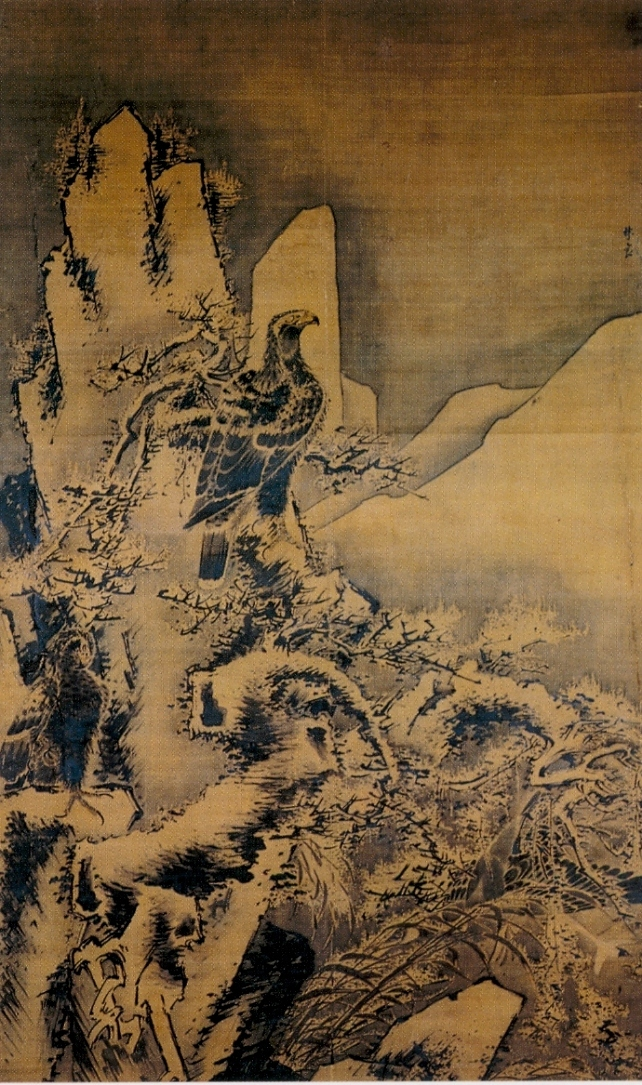

  - Faucon et corbeau, signé.